# Tomasz Orzechowski
Tomasz Orzechowski herbu Oksza (zm. w 1738 roku) – skarbnik lwowski w latach 1730-1738, podstoli czerski w 1730 roku, podwojewodzi lwowski w latach 1726–1731, podwojewodzi przemyski w latach 1716–1725, podstarości przemyski w 1725 roku, sędzia grodzki przemyski w 1725 roku.